# Puentenansa
Puentenansa es la capital del municipio de Rionansa (Cantabria, España). En el año 2023 contaba con una población de 194 habitantes (INE). La localidad se encuentra a 200 metros de altitud sobre el nivel del mar, y a 73 kilómetros de la capital cántabra Santander. Su nombre proviene del puente sobre el río Nansa, que cruza la localidad; actualmente hay dos puentes en la localidad.

## Ubicación

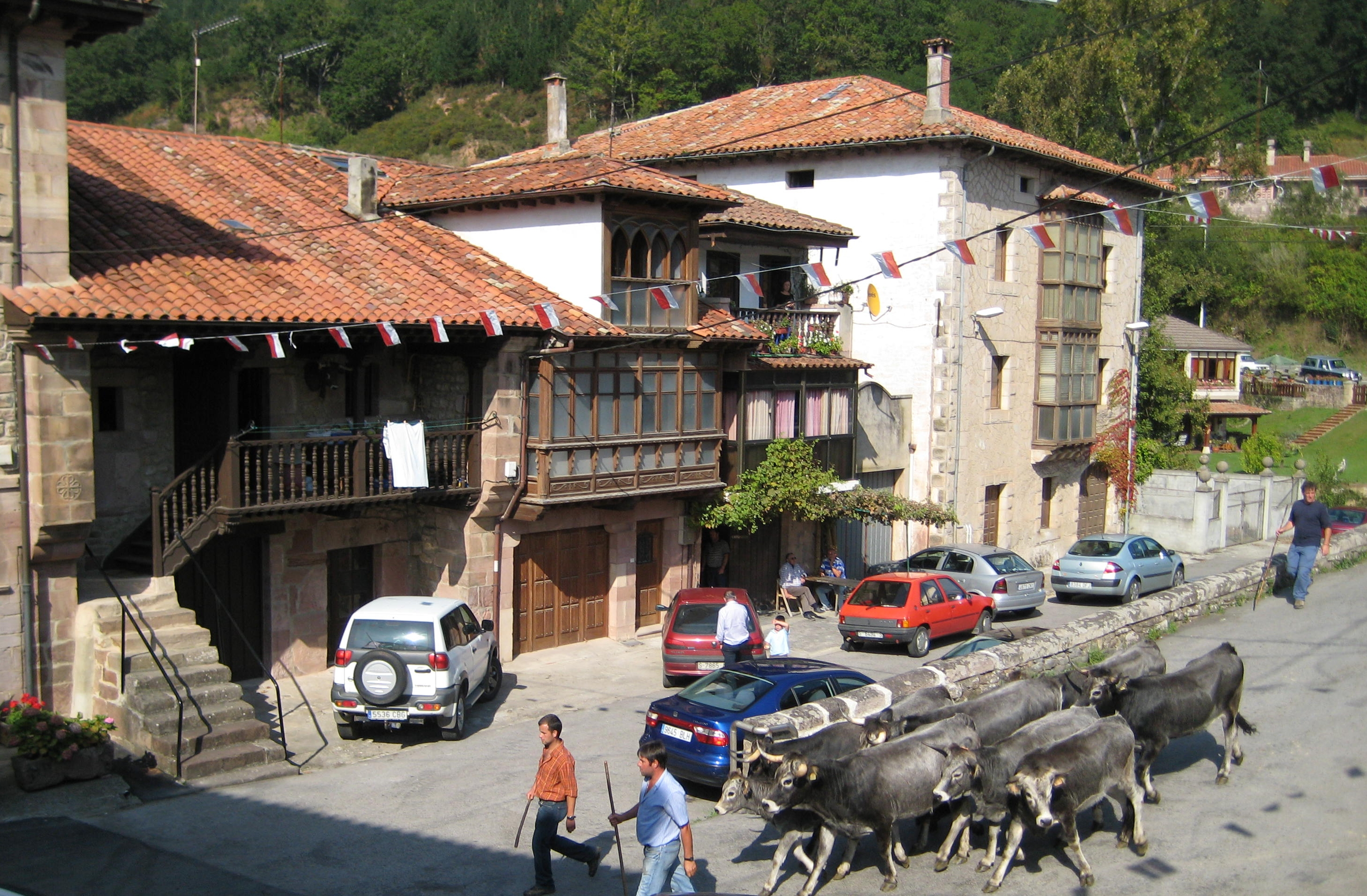
Bajada de vacas tudancas tras la feria de San Miguel.

Puentenansa se encuentra en el centro del municipio, en un cruce de carreteras, entre la que viene desde el norte y atraviesa todo el valle del Nansa hasta Polaciones, y la que proviene desde Cabuérniga a través de la collada de Carmona, y la que comunica con Liébana al oeste, a través de Lamasón y Peñarrubia. Cerca de aquí pueden verse encinares. En el siglo XIX se construyó un balneario, el de la Brezosa. La iglesia de San Jorge data de 1925.

## Fiestas
Celebra feria de ganado en San Miguel el 29 de septiembre, además de otra el segundo sábado de marzo y el tercero de diciembre. Las fiestas populares de Puentenansa son: San Miguel Arcángel, el 29 de septiembre, la Virgen de la Salud, el 8 de septiembre, Encuentro Coral Valle del Nansa también en septiembre.

## Gastronomía
Es muy apreciada la gastronomía, entre la que destaca el cocido montañés, la caza, las truchas y carnes de vacuno.

## Deportes
Aquí nació Miguel García Alonso, gran jugador de bolos. También nació Ferino el de la lechera, con un gran palmarés en los concursos de arrastre celebrados en el "Prau Socoyu", en la feria de San Miguel. La pesca de la trucha se combina con la caza, siendo zona de buenos pescadores y cazadores. 
- Datos: Q7258517
- Multimedia: Puentenansa / Q7258517